# Gare de Collooney
La gare de Collooney (en anglais: Collooney railway station) est la gare ferroviaire de Collooney dans le comté de Sligo en Irlande.

## Histoire
La station est ouverte le 3 décembre 1862.